# Ари Фолман
Ари Фолман (хебр. ארי פולמן; 17. децембар 1962) израелски је филмски редитељ, сценариста, аниматор и композитор. Режирао је анимирани документарни филм Валцер са Баширом (2008) номинован за Оскара и играни/анимирани филм Конгрес.

## Биографија
Ари Фолман је рођен у Хаифи у породици која је преживела Холокауст. Његова супруга је такође филмски редитељ. Живе у Тел Авиву.
Године 2006. био је главни писац познате драмске серије BeTipul.
Фолманов последњи пројекат је анимирани драмски филм заснован на животу Ане Франк током Холокауста, под називом Где је Ана Франк? 
Сећања Арија Фолмана на последице масакра у Сабри и Шатили 1982. године, који се догодио када је био 19-годишњи војник, послужила су као основа за његов филм Валцер са Баширом. Филм прати његов покушај да кроз терапију поврати своја сећања на рат, као и разговоре са старим пријатељима и другим Израелцима који су били присутни у Бејруту у време масакра.

## Награде
- Награда Офир - најбоља режија - Света Клара (1996)
- Међународни филмски фестивал у Карловим Варима - Специјална награда жирија - Света Клара (1996)
- Награда Израелске телевизијске академије - најбољи сценарио за драмску серију (заједно са још 5 писаца) - Бетипул (2006)
- Добитник Лин и Џулса Крола фонда за јеврејски документарни филм - Валцер са Баширом (2007)
- Награда Офир - најбоља режија - Валцер са Баширом (2008)
- Награда Офир - најбољи сценарио - Валцер са Баширом (2008)
- Златни глобус за најбољи филм на страном језику – Валцер са Баширом (2008)[8][9]
- Награде Удружења америчких режисера - Изузетно режисерско достигнуће у документарном филму - Валцер са Баширом (2008) [10]
- Награде Удружења америчких писаца - најбољи документарни сценарио - Валцер са Баширом (2008)
- Анимафест Загреб - Гранд При за играни филм - Валцер с Баширом (2009)
- Токијски фестивал аниме награда  – категорија анимација године – Конгрес (2014)

## Филмографија

### Редитељ
- Sha'anan Si (1991, кратки документарац, са Ори Сиван )
- Света Клара (1996, са Оријем Сиваном)
- Произведено у Израелу (2001)
- Валцер са Баширом (2008)
- Конгрес (2013)
- Где је Ана Франк (2021)[7]